# Spilotragus clarkei
Spilotragus clarkei är en skalbaggsart som beskrevs av Stefan von Breuning 1976. Spilotragus clarkei ingår i släktet Spilotragus och familjen långhorningar. Inga underarter finns listade i Catalogue of Life.